# Hello Kitty's Furry Tale Theater
Hello Kitty's Furry Tale Theater (no Brasil: O Teatrinho da Hello Kitty) é uma série de animação estadunidense-canadense-japonês criado por Michael Maliani. A série envolveu ela e seus amigos fazendo sua própria versão dos contos de fadas populares e histórias. Cada um dos 13 episódios consistiu de dois desenhos animados de 11 minutos, para um total de 26 "mostrados". Cada show era uma paródia de um conto de fadas bem conhecido ou um filme. A série se estreou de aires a as 11:30 a.m. ET/PT tempo em 6 de setembro de 1993 em Nickelodeon's Nick Jr. quadra nos Estados Unidos.
No Brasil, o desenho estreou durante as férias de julho de 1988, dentro do Xou da Xuxa da Globo, sendo apresentado apenas com o nome de "Hello Kitty". Posteriormente, alguns episódios do desenho foram vendidos através de DVDs em 2005, pelo selo MGM Kids e com uma nova dublagem.

## Personagens
- Hello Kitty - A líder e também diretora do teatro. Ela aparece como protagonista na maioria das histórias que são apresentadas nos episódios. Nesta série ela é caracterizada tendo uma boca, algo que também foi usado posteriormente em alguns animes da Hello Kitty.
- Mamãe Kitty - A mãe de Kitty que normalmente faz o papel de matriarca nas peças.
- Papai Kitty - O pai de Kitty que normalmente faz o papel de patriarca nas peças.
- Vovó Kitty - A avó de Kitty, que algumas vezes interpreta papéis secundários nas peças.
- Vovô Kitty - O avô de Kitty, que também interpreta papéis secundários nas peças ás vezes.
- Tuxedo Sam - Um pinguim azul que trabalha como ajudante de palco no teatro. Algumas vezes aparece como protagonista servindo como ajudante ou interesse amoroso para Kitty.
- My Melody - Uma coelha tímida que é a melhor amiga de Kitty. Ela normalmente age como coadjuvante para Kitty na maioria das histórias.
- Chip - Uma pequena foca e melhor amigo de Sam, assim como Melody normalmente aparece como coadjuvante nas histórias. Nesta série ele é branco, contrariando a versão original dele que é azul.
- Catnip - Uma gata siamesa verde orgulhosa que normalmente prega peças em seus amigos e mostra uma certa rivalidade com Kitty, mas ainda assim é amiga deles. Ela normalmente aparece interpretando a maioria dos antagonistas nas peças. Ela é uma personagem original do desenho.
- Fangora - Uma gata siamesa roxa que é mãe de Catnip. Algumas vezes ela também faz o papel de antagonista nas peças. Também é uma personagem original do desenho.
- Grinder - Um buldogue grande, bruto e pouco esperto que normalmente atua no papel de antagonista secundário nas peças, geralmente como cúmplice de Catnip. Assim como Catnip e Fangora também é um personagem original do desenho.

## Episódios
- Ver também: Lista de episódios de Hello Kitty's Furry Tale Theater